# Otto Guem
Otto Guem (* 6. April 1899 in Bruneck; † 6. Mai 1976 in Mauthausen) war ein aus Südtirol stammender österreichischer Jurist, Journalist und Autor.

## Leben und Wirken
Er wurde als Sohn der Ehegatten Wendelin und Maria Guem geboren, besuchte das Franziskanergymnasium Bozen und leistete im Ersten Weltkrieg Kriegsdienst beim 4. Tiroler Kaiserjägerregiment. 1919 begann Guem das Studium der Rechte an der Leopold-Franzens-Universität Innsbruck und promovierte 1923 zum Doktor. Daraufhin wirkte er als Journalist, leitete in Bruneck den „Pustertaler Boten“ und trat, nachdem letzterer 1927 von der faschistischen Verwaltung verboten worden war, in die Redaktion der faschistischen Parteizeitung „Alpenzeitung“ ein. Auch arbeitete er bis 1939 in Notariatskanzleien in Bruneck und Bozen. 1940 übersiedelte er infolge der Südtiroler Option nach Linz, wirkte als öffentlicher Notar in Mauthausen und wohnte dort ab 1. Juli 1940.
Er war Mitglied der Mühlviertler Künstlergilde und von 1963 bis 1968 Präsident dieser Künstlervereinigung.

## Werke
Sein literarisches Werk umfasst Geschichten, Novellen und Gedichte:
- Barbara Ingram. Ein Bozner Roman. Erstauflage 1935, Neuauflage Linz 1947.
- OÖ. Künstlerbund (Hrsg.): Südtiroler Geschichten. Linz 1952.
- Die Heimkehr des Andreas Rainer. Roman aus den Bergen. Pfriem 1953.
- Silvia Vergeiner. Roman, Pfriem 1954.
- Killian Lanzinger. Südtiroler Bergbauernroman. München 1956.
- Josef Seeber. Ein Lebensbild. Innsbruck/München 1967.
- Die Leut’ vom Psennerhof. Ein Heimatroman aus Südtirol. Würzburg 1974.
- zahlreiche Beiträge in Tiroler Tages- und Wochenzeitungen sowie Zeitschriften